# 描く手

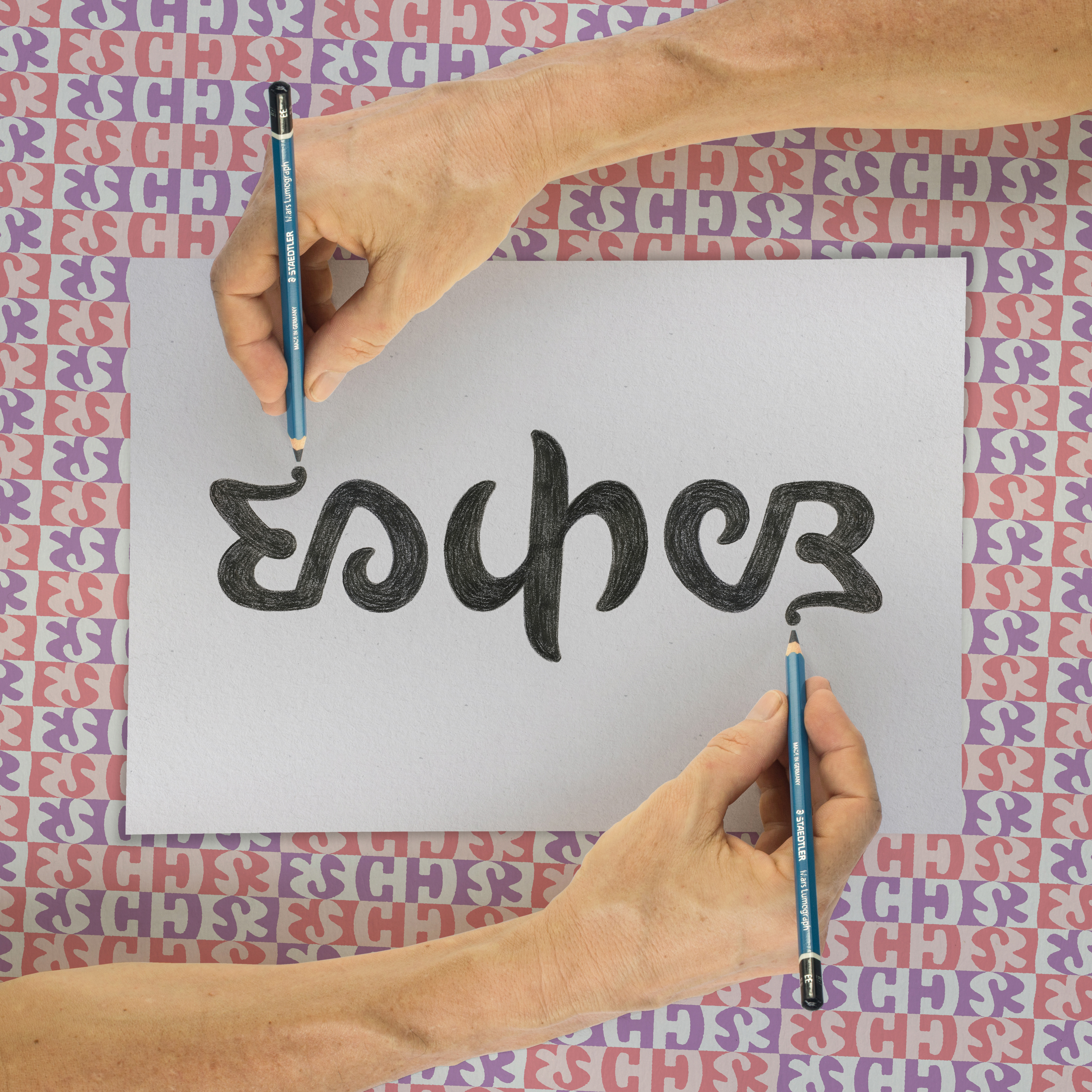

描く手（えがくて、英語: Drawing Hands）は、オランダの画家マウリッツ・エッシャーによるリトグラフ作品で、1948年1月に初めて印刷された。
絵の中には1枚の紙が描かれており、2つの手がその紙に絵を描いている。しかし、その描いている絵は、相手の腕の部分である。すなわち、手を描いている手自体が、自分が描いている他方の手によって描かれたものであるという、自己言及的なパラドックスとなっている。これは、エッシャーによるパラドックスの使用の最も明白な例の一つである。
この絵は、ダグラス・ホフスタッターの著書『ゲーデル、エッシャー、バッハ』の中で不思議の環の例として挙げられている。また、ハル・アベルソン、ジェラルド・ジェイ・サスマンらの『計算機プログラムの構造と解釈』では、プログラミング言語のインタプリタにおける、eval関数とapply関数の相互作用の寓話として使用されている。
『描く手』は、様々なアーティストたちによって様々な方法で模写されてきた。例えば、ロボットの手がお互いを構築し合ったり、人間の手とロボットの手がお互いに絵を描いたりするのが一般的なオマージュである。ギークやトランスヒューマニズムの文化では、ロボットによる『描く手』の複製が時折制作されている。